# 로우 노이즈 블록 다운컨버터

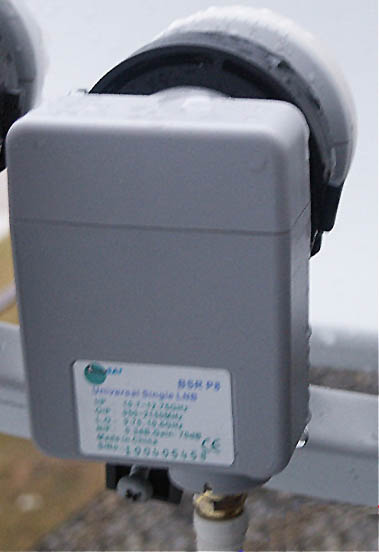

로우 노이즈 블록 다운컨버터(Low Noise Block downconverter, LNB)는 위성안테나에 설치되어 전파를 수신하는 장치이다. 전파가 매우 미약하므로 저잡음 증폭기로 수신신호를 증폭하고 규격화된 중간주파수로 변환한다.
수신주파수대역으로는 C 밴드, Ku 밴드가 보편적으로 사용되며 X 밴드, Ka 밴드 등도 사용된다. 중간주파수는 950Mhz~2,150MHz로 규격화되어 있어 장비호환성이 있으며 LNB-셋톱박스 간 동축 케이블의 손실을 줄일 수 있게 되어 있다. 주파수 변환을 위해 주파수 혼합기(mixer)와 국부발진기(LO)가 내장되어 있다.

## 같이 보기
- BUC
- 위성방송
- 위성 인터넷